# Адзума-гуми

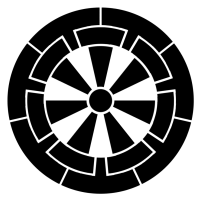
Даймон Адзума-гуми

Адзума-гуми (яп. 東組) — преступная группировка в японской мафии якудза, базирующаяся в префектуре Осака. Адзума-гуми насчитывает около 170 активных членов.

## История
Адзуми-гуми было зарегистрировано как «указанная группа якудза» согласно Закону о контрмерах по отношению к организованной преступности в августе 1993 года.

## Состояние

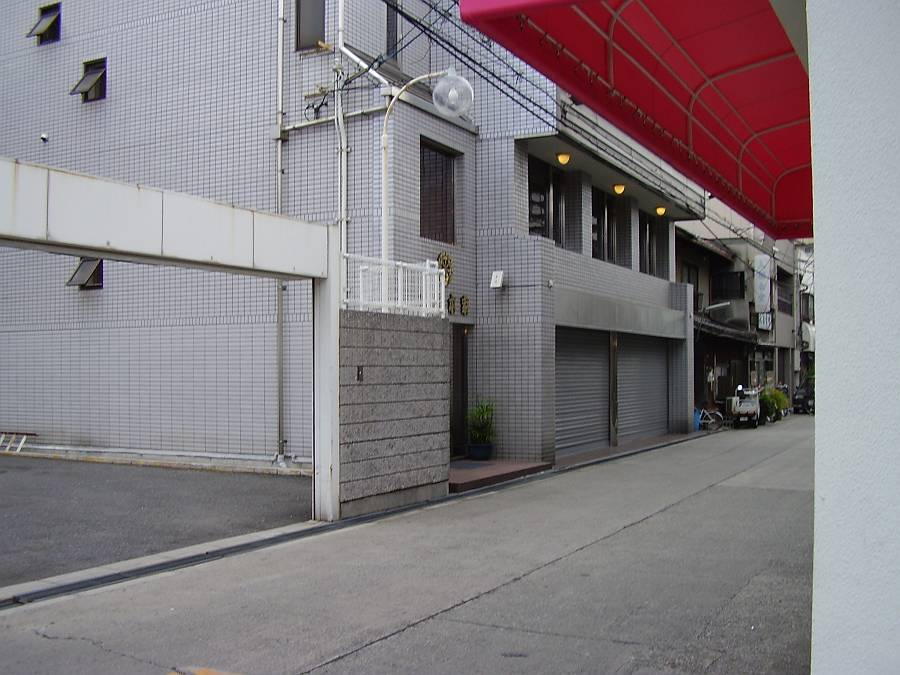
Офис Адзума-гуми в Нисинари-ку, Осака

Штаб-квартира Адзума-гуми располагается в районе Нисинари-ку города Осаки. Наряду с Сакаумэ-гуми Адзума-гуми — одна из двух «указанных группа якудза», базирующихся в префектуре Осака.

## Оябуны
- 1-й: Киёси Адзума
- 2-й: Хироси Такимото